# Cantó de Vaison
El cantó de Vaison és un cantó francès del departament de la Valclusa, situat al districte de Carpentràs. Té 13 municipis i el cap és Vaison.

## Municipis
- Boisson
- Cairana
- Lo Crestet
- Faucon
- Puègmeiràs
- Lo Rastèu
- Roais
- Sant Marcelin de Vaison
- Sant Roman de Vienés
- Sant Roman de Malagarda
- Seguret
- Vaison
- Viladieu

| Data d'elecció                           | Identitat   | Partit | Qualitat |
| ---------------------------------------- | ----------- | ------ | -------- |
| 1970-1994                                | Yves Meffre | PS     |          |
| 1994-                                    | Claude Haut | PS     |          |
| les dades anteriors no són pas conegudes |             |        |          |
|                                          |             |        |          |